# Очипка, Бастиан
Ба́стиан Очи́пка (нем. Bastian Oczipka; 12 января 1989, Бергиш-Гладбах) — немецкий футболист, защитник клуба «Арминия».

## Карьера

### Клубная
Воспитанник футбольных школ клубов «Блау-Вайсс Ханд» и «Бергиш-Гладбах», в последнем выступал с лета 1997 по лето 1999 годов: в июле 1999 его приняли в академию «Байера» из Леверкузена. В 2008 году Очипка был принят в состав основного клуба и в тот же год отправился в аренду играть за ростокскую «Ганзу». Через два с половиной года он вернулся в состав «фармацевтов», но руководство клуба снова отправило его в аренду, уже в «Санкт-Паули» 5 января 2010. На данный момент Очипка числится снова в «Байере»: туда он вернулся стараниями директора клуба Руди Фёллера.
15 июля 2017 года Очипка перешёл в «Шальке 04», подписав контракт до 2020 года. В январе 2020 года Очипка продлил контракт с клубом до июня 2023 года.

### В сборной
В составе юношеской сборной в возрасте до 19 лет победил на чемпионате Европы 2008 года, который проходил в Чехии. В рамках чемпионата он провёл 2 игры, и этот трофей стал для него первым в карьере на уровне сборных. В 2009 году в составе сборной Германии как победителя чемпионата Европы он играл на чемпионате мира 2009 года в Египте, где немецкая сборная вылетела в 1/8 финала. В рамках подготовки и финальных игр он провёл 5 игр.

## Достижения
- Финалист Кубка Германии: 2016/17